# Megachile velutina
Megachile velutina är en biart som beskrevs av Smith 1853. Megachile velutina ingår i släktet tapetserarbin, och familjen buksamlarbin. Inga underarter finns listade i Catalogue of Life.